# HD 39720
HD 39720，又名CD-37 2457，SAO 196266、HR 2053，是一颗恒星，视星等为5.63，位于銀經243.46，銀緯-27.23，其B1900.0坐标为赤經5h 49m 8.5s，赤緯-37° -27.23′ 9″。